# Weißer Sichelflügler

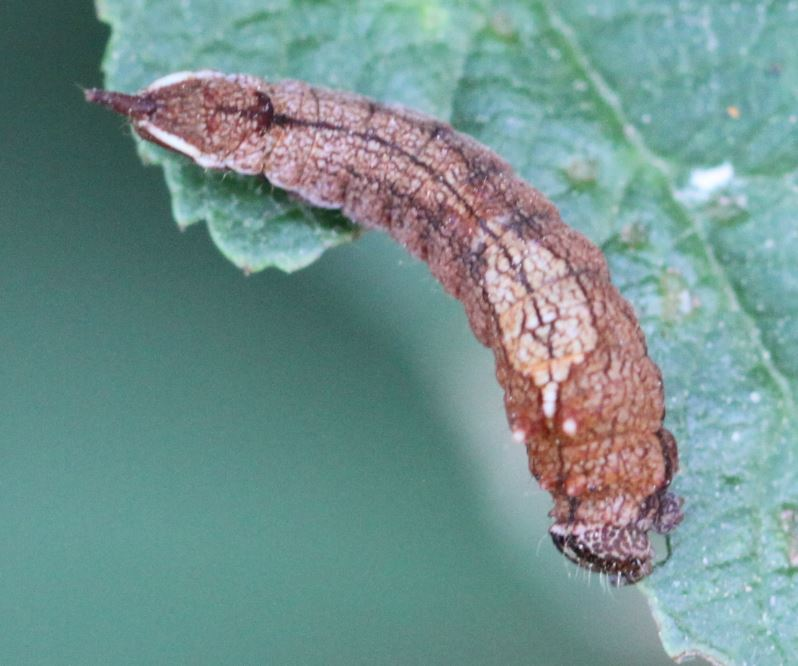
Raupe des Weißen Sichelflüglers (Cilix glaucata)

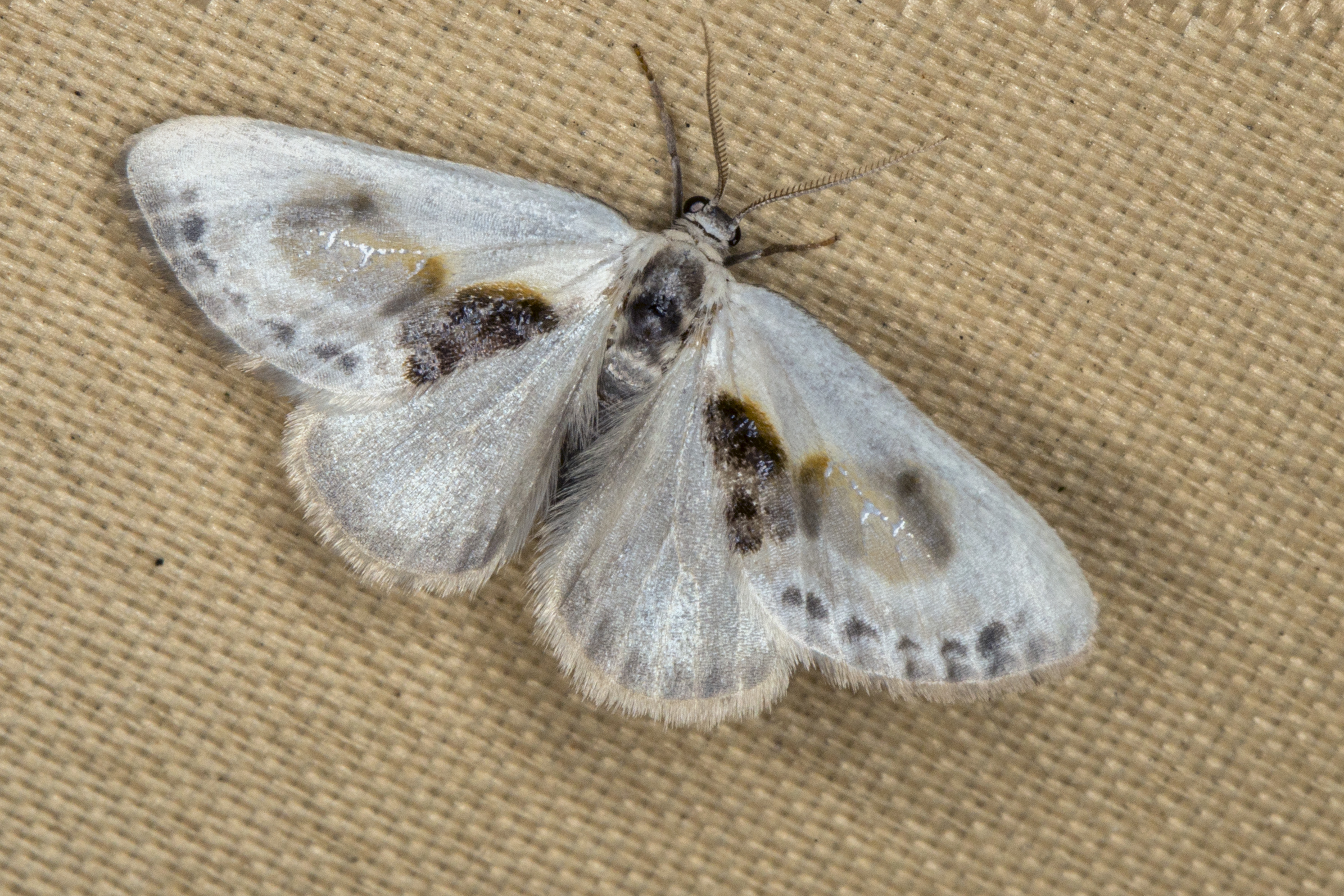
Weißer Sichelflügler mit geöffneten Flügeln

Der Weiße Sichelflügler, Silberspanner oder das Silberspinnerchen (Cilix glaucata) ist ein Schmetterling aus der Familie der Eulenspinner und Sichelflügler (Drepanidae). 

## Beschreibung
Die Falter erreichen eine Flügelspannweite von 18 bis 22 Millimetern und sind damit die kleinsten Sichelflügler in Mitteleuropa. Sie haben porzellanweiße Flügel, mit einer Reihe von kleinen grauen Flecken entlang des Vorderflügelaußenrandes und am Innenrand mit einem großen dunkelbraunen Fleck, der sich zur Mitte des Flügels hin gelblich und grau verfärbt. Innerhalb dieses Flecks finden sich vereinzelt silbrig glänzende Schuppen. Die Tiere haben im Gegensatz zu den anderen Sichelflüglern nur abgerundete und keine gekrümmten Flügelspitzen. Wenn sie in ihrer Ruhestellung mit dachförmig aufgestellten Flügeln sitzen, imitieren sie mit ihrem Aussehen Vogelkot (Vogelkotmimese). Ihre Fühler sind nur schwach gekämmt.

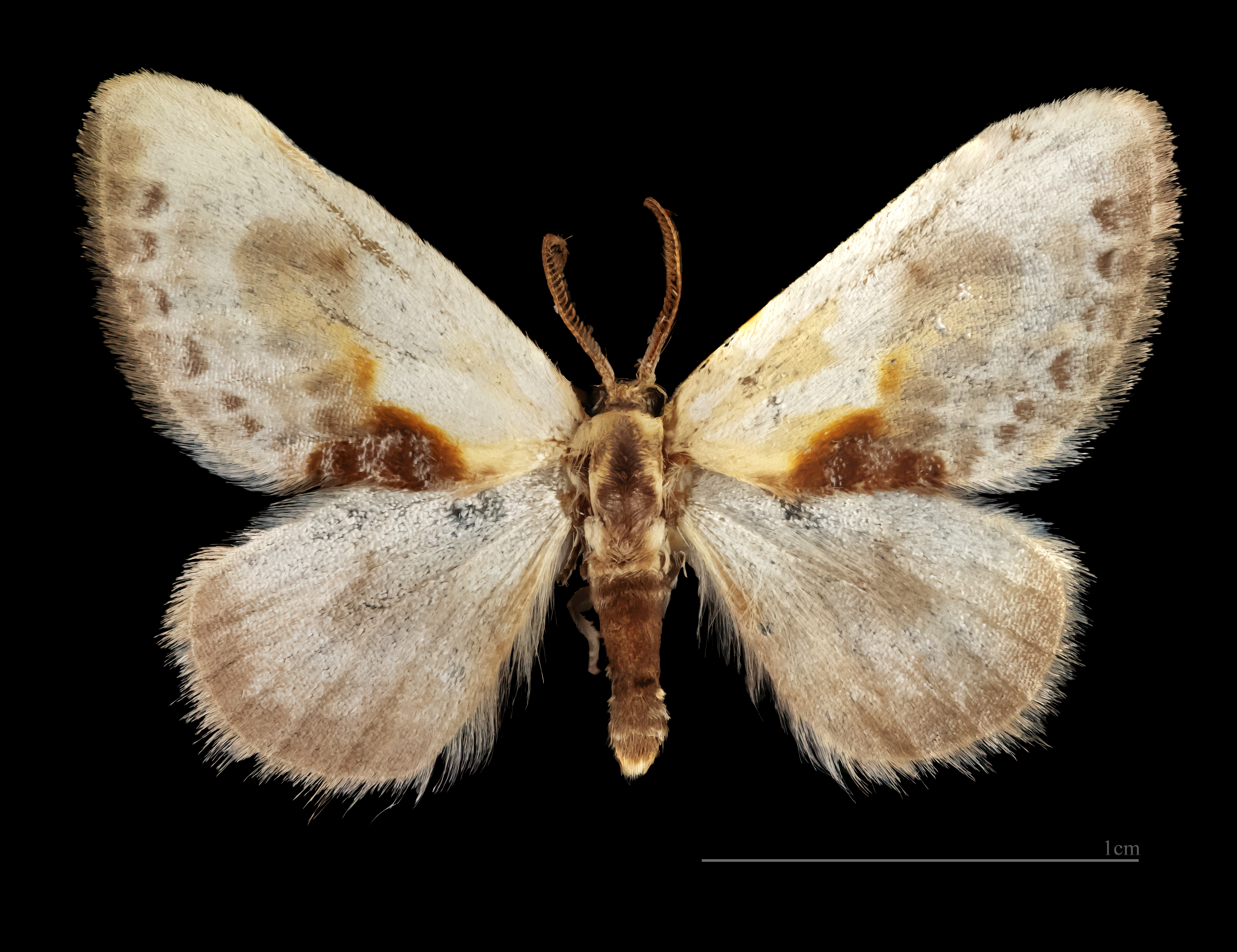
♂
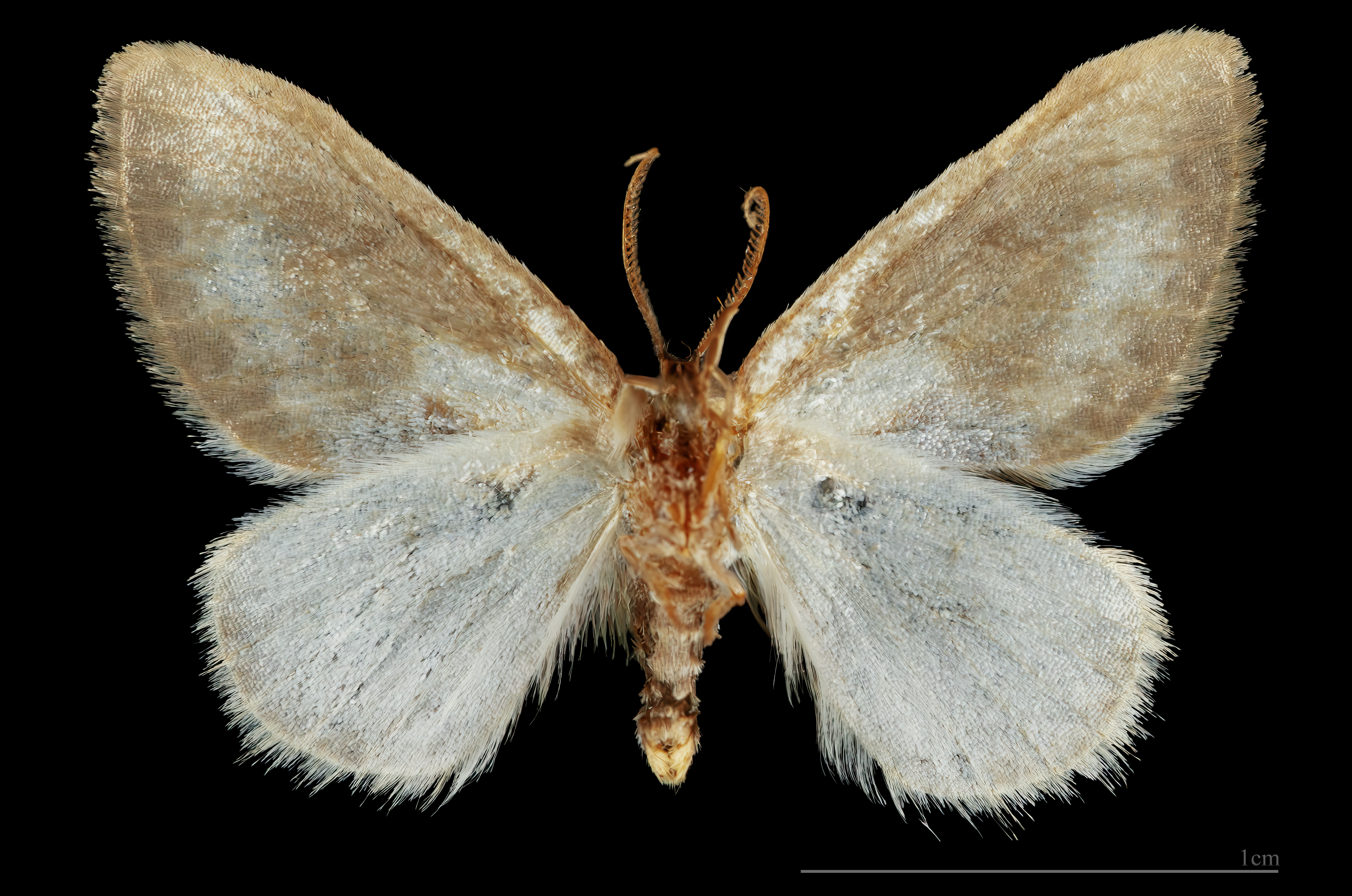
△ ♂

In Südeuropa ist die Unterscheidung von den nächstverwandten Arten oft nur mit Hilfe von genitalmorphologischen Merkmalen möglich.
Die Raupen werden ca. 12 Millimeter lang und sind dunkelbraun. Ihre Brust ist deutlich verdickt und das Hinterleibsende zu einer schmalen Spitze ausgezogen.

### Ähnliche Arten
- Cilix hispanica Pérez De-Gregorio, Torruella, Miret, Casas & Figueras, 2002. Spanien, Südfrankreich, Korsika, Süditalien, Algerien
- Cilix algirica Leraut, 2006. Marokko, Algerien, Portugal, mutmaßlich auch in Spanien
- Cilix asiatica Bang-Haas, 1907. Türkei bis Iran

## Vorkommen
Sie kommen in Europa nördlich bis Irland, Dänemark und Südschweden vor. Sie leben an sonnigen und warmen Waldrändern, Hängen und Hecken, auf verbuschten Trockenrasen und Heiden, aber auch in Parks. Sie sind besonders in Süd- und Mitteldeutschland häufig. 

## Lebensweise

### Flug- und Raupenzeiten
Die nachtaktiven Falter fliegen in zwei Generationen von Ende April bis Anfang Juni und von Juli bis Mitte August. In günstigen Jahren kann sich auch eine dritte Generation von Ende August bis Ende September ausbilden. Die Raupen aus den Eiern der ersten Generation findet man von August bis September, die der zweiten von Mai bis Juni des darauffolgenden Jahres.

### Nahrung der Raupen
Die Raupen ernähren sich vor allem von Schlehdorn (Prunus spinosa) und Eingriffeligem Weißdorn (Crataegus monogyna) aber auch von anderen Sträuchern der Rosengewächse und Prunus-Arten. 

## Entwicklung
Die Weibchen legen ihre Eier einzeln auf Blättern der Futterpflanzen ab. Die Raupen sind ebenfalls nachtaktiv und liegen am Tag regungslos auf Zweigen. Sie verpuppen sich in einem braunen Kokon, welcher oft zwischen einem Blatt und Zweig gesponnen wird. Die Generationen, die ihre Entwicklung nicht vor dem Winter vollenden überwintern als Puppe.